# Saux-et-Pomarède
Saux-et-Pomarède è un comune francese di 287 abitanti situato nel dipartimento dell'Alta Garonna nella regione dell'Occitania.

## Società

### Evoluzione demografica
Abitanti censiti